# Steve Wittman
Sylvester Joseph "Steve" Wittman, né le 5 avril 1904 à Byron (Wisconsin) et mort le 27 avril 1995 à Stevenson (Alabama), était un pilote de course aérienne, un concepteur et un constructeur d'avions.

## Biographie
Steve Wittman obtint sa licence de pilote en 1924 sur un Standard J-1, et entreprit la construction de son premier avion, le Hardly Ableson, la même année. De 1925 à 1927, il engrangea des heures de vol en donnant des baptêmes de l'air et des démonstrations aériennes, notamment à bord d'un Pheasant H-10 (en).
Il commença sa carrière en course aérienne en concevant puis en construisant le Chief Oshkosh (en) en 1931 et le Bonzo en 1934. Sa première course fut le Trophée Thompson de 1935, courue avec "Bonzo", où il se classa deuxième. En 1937, sur son deuxième avion "Chief Oshkosh", il se plaça deuxième au Trophée Greve. La même année, sur "Bonzo", il mena la course du Trophée Thompson pendant 18 tours sur 20, avant de devoir réduire la puissance de son moteur à cause de vibrations inquiétantes. Il termina la course à la cinquième place.

## Avions conçus par Steve Wittman
- Wittman Hardley Ableson
- Wittman Chief Oshkosh
- Wittman D-12 Bonzo
- Wittman DFA "Little Bonzo" (en)
- Wittman Buttercup (en)
- Wittman Big X (en)
- Wittman Tailwind (en)
- Wittman V-Witt (en)